# Tabanocella immaculata
Tabanocella immaculata är en tvåvingeart som beskrevs av H. Oldroyd 1957. Tabanocella immaculata ingår i släktet Tabanocella och familjen bromsar. Inga underarter finns listade i Catalogue of Life.